# Перекрёстный
Перекрёстный (укр. Перехресний) — село в Ждениевской поселковой общине Мукачевского района Закарпатской области Украины.
Население по переписи 2001 года составляло 360 человек. Почтовый индекс — 89141. Телефонный код — 3136. Занимает площадь 0,808 км². Код КОАТУУ — 2121585003.
Через село протекает река Жденевка.